# Viaggio clandestino - Vite di santi e di peccatori
Viaggio clandestino - Vite di santi e di peccatori è un film del 1994 diretto da Raúl Ruiz.
Il film, a basso costo, è stato girato pressoché completamente in Sicilia, in provincia di Messina. Si tratta di una storia onirica di santi e peccatori, infarcita da semplici effetti speciali e girata da un regista cileno con attori del luogo vestiti in maniera semplice.